# 53P/Van Biesbroeck
La comète Van Biesbroeck, officiellement 53P/Van Biesbroeck, est une comète périodique du système solaire, découverte le 1er septembre 1954 par George Van Biesbroeck à l'observatoire Yerkes.
Les comètes 42P/Néouïmine et 53P/Van Biesbroeck seraient deux fragments d'un même corps parent, une comète qui se serait fragmentée autour du moment où elle est passée près de Jupiter en janvier 1850,.